# Abierto GNP Seguros 2019
Die Abierto GNP Seguros 2019 waren ein Tennisturnier der WTA Tour 2019 für Damen und ein Tennisturnier der ATP Challenger Tour 2019 für Herren in Monterrey. Die Turniere fanden zeitgleich vom 1. bis 7. April 2019 statt.

## Damenturnier
→ Qualifikation: Abierto GNP Seguros 2019/Damen/Qualifikation